# Yajñopavīta

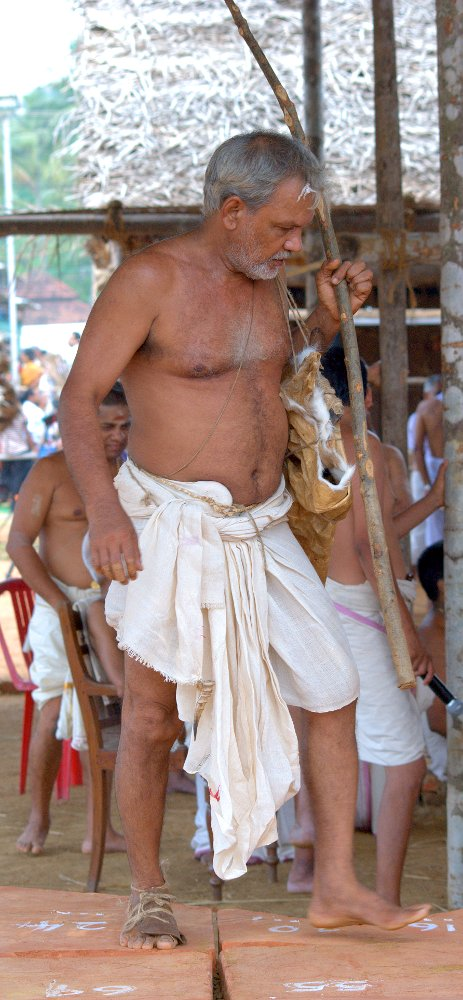
Un brāhmaṇa Nambūṭiri (Kerala) durante il rito dello agnicayana. Da notare lo yajñopavīta di cotone composto da tre fili ritorti tre volte e indossato sulla spalla sinistra, che ne suggerisce l'appartenenza castale.

Con il sostantivo neutro sanscrito Yajñopavīta (devanāgarī: यज्ञोपवीत; anche Yajñopavītaka) si indica quel "cordone sacro" indossato dalla spalla sinistra al fianco destro dagli dvija che hanno celebrato la cerimonia di iniziazione detta Upanayana.
Lo yajñopavīta si distingue in base al varṇa: 
- di colore bianco e di cotone per un brāhmaṇa;
- di colore rosso e di canapa o di seta per uno kshatriya;
- di colore colore giallo e di lino o di lana per un vaishya.